# Latte pecorino
Il latte pecorino è il tipo di latte generato dalle pecore.

## Caratteristiche
Il latte di pecora, che può presentarsi sia crudo sia pastorizzato, ha un sapore che non si distanzia molto da quello del latte bovino; benché ben poco comune in commercio per via delle dure leggi che hanno colpito il settore lattiero-caseario. Il latte ha una consistenza particolarmente pastosa, è assai nutriente e fornisce molte calorie.

## Particolarità nutrizionali

### Proteine
Il latte di ovino, avendo circa un diciottesimo del contenuto costituito da proteine, è il tipo di latte che ne contiene di più; esse sono particolarmente ricche di caseina, e ciò facilita le lavorazioni primarie che consentono poi di passare all'industria casearia attraverso la produzione di formaggi.

### Grassi
Il latte di pecora è estremamente grasso (basti pensare che quello bovino ne contiene circa un terzo), possedendo circa il 10% di lipidi sul totale della sostanza. Ed è proprio per questo motivo che, rispetto a quelli di latte caprino, i formaggi di latte di pecora sono molto più grassi e saporitissimi, anche perché i grumi di grasso tendono a scomparire fin dall'inizio della lavorazione. Inoltre, il latte di pecora contiene poco β-carotene; ciò determina il suo colore molto chiaro (quasi trasparente).
I grassi più comuni nel latte pecorino sono quelli a catena corta (come l'acido caprinico).
Il particolare profilo di acidità dei grassi e la percentuale di grassi insaturi aumentano lo stress ossidativo.

### Carboidrati
I carboidrati, benché di essi sia presente soltanto il lattosio, sono molti nel latte di pecora, ed hanno le stesse caratteristiche di quelle del latte vaccino.

## Formaggi
Con il latte pecorino viene prodotto, oltre alle note varietà di Pecorino, anche il formaggio Sirene, originario della Bulgaria.